# Stroszek
Stroszek és una pel·lícula de tragicomèdia alemanya de 1977 dirigida per Werner Herzog i protagonitzada per Bruno S., Eva Mattes i Clemens Scheitz. Escrita específicament per a Bruno S., la pel·lícula es va rodar a Plainfield (Wisconsin) i Carolina del Nord. La majoria dels papers principals són interpretats per no actors.

## Argument
Bruno Stroszek (Bruno S.) és un artista de carrer de Berlín. Alliberat de la presó i advertit que deixi de beure, immediatament va a un bar conegut on coneix l'Eva (Eva Mattes), una prostituta amb sort, i la deixa quedar amb ell a l'apartament que el seu propietari li guardava. Aleshores són perseguits i colpejats pels antics proxenetes d'Eva, que insulten en Bruno, estripen el seu acordió i l'humilien fent-lo agenollar al seu piano de cua amb les campanes equilibrades a l'esquena. Davant la perspectiva de més assetjament, Bruno i Eva decideixen marxar d'Alemanya i acompanyar l'excèntric veí gran de Bruno, Scheitz (Clemens Scheitz), que planejava traslladar-se a Wisconsin per viure-hi amb els seu nebot Clayton.
Després de fer turisme a Nova York, compren un cotxe usat i arriben a una prada estèril i destinada a l'hivern prop de la ciutat fictícia de "Railroad Flats". Allà en Bruno treballa com a mecànic amb Clayton i el seu assistent (interpretat per Ely Rodriguez). L'Eva treballa com a cambrera en una parada de camions i Scheitz persegueix el seu interès pel magnetisme animal. L'Eva i el Bruno compren una casa mòbil que es troba a la terra de Clayton; amb les factures pujant, el banc amenaça amb embargar-lo. L'Eva torna a la prostitució per complementar el seu salari, però no n'hi ha prou per fer front als pagaments. Es cansa de la preocupació de Bruno i el deixa, acceptant un viatge amb camioners amb destinació a Vancouver.
Un home del banc (Scott McKain) visita Bruno, que ara beu constantment, i li fa signar la recuperació. La casa se subhasta, i ell i Scheitz, que està convençut que el món conspira contra ell, es posen en marxa per enfrontar-se a la "conspiració". Troben el banc que volen robar tancat, i atraquen una barberia a sota, s'escapen amb 32 dòlars i després van a comprar a una petita botiga de l'altra banda del carrer. La policia arriba i arresta Scheitz per robatori a mà armada sense adonar-se de Bruno.
Sostenint un gran gall dindi congelat de la botiga i l'escopeta, Bruno torna al garatge on treballa, carrega el camió de remolc amb cervesa i condueix per una carretera cap a les muntanyes.
En entrar a la petita vila de Cherokee (Carolina del Nord), el camió s'avaria i en Bruno s'atura a un restaurant, on explica la seva història a un home de negocis que parla alemany. Aleshores engega el camió i el deixa donant voltes a l'aparcament amb un foc que s'apodera del compartiment del motor. Aleshores, Bruno entra a un parc d'atraccions al costat de la carretera a l'altra banda del carrer, on comença un teleesquí i hi puja amb el seu gall dindi congelat. Després que Bruno desapareix de la vista, sona un sol tret. La policia arriba al lloc dels fets i s'ha comprovat que el camió ara està totalment en flames. La pel·lícula acaba amb una seqüència que mostra una gallina ballant, un ànec tocant un tambor i un conill muntant un camió de bombers de joguina, en atraccions operades amb monedes que Bruno va activar de camí cap a la telecadira.

## Producció
Stroszek va ser concebut durant la producció de Woyzeck, per a la qual Herzog havia planejat originalment utilitzar Bruno Schleinstein en el paper principal. Després de creure que Klaus Kinski era més adequat per al paper, Herzog va escriure específicament el paper principal a Stroszek per compensar a Schleinstein per la seva decepció per Woyzeck. La pel·lícula va ser escrita en quatre dies i utilitza una sèrie de detalls biogràfics de la vida de Schleinstein.
Parts de la pel·lícula es van rodar a Nekoosa (Wisconsin) i en una parada de camions a Madison (Wisconsin). Altres parts de la pel·lícula es van rodar a Plainfield (Wisconsin). Herzog havia planejat trobar-se amb el documentalista Errol Morris a Plainfield per desenterrar la tomba de la mare d'Ed Gein, infame assassí i lladre de cadàvers, però Morris mai no es va mostrar. Les escenes finals es van rodar a Cherokee (Carolina del Nord).

## Recepció
L'agregador de ressenyes de pel·lícules Rotten Tomatoes informa d'una resposta crítica del 95% d'aprovació basada en 19 ressenyes, indicant "Fresca" i una puntuació mitjana de 8,2/10. Vincent Canby de The New York Times va donar a la pel·lícula una crítica positiva, afirmant: "És una pel·lícula de 'carretera'. D'alguna manera llunyana em recorda a Easy Rider, però és un Easy Rider sense sentimentalisme ni paranoia política. És terriblement, espontàniament divertit i, igual d'espontània, ple d'un pathos inesperat." Gene Siskel del Chicago Tribune va atorgar la seva màxima puntuació de quatre estrellesi la va situar al número 10 de la seva llista de finals d'any de les millors pel·lícules que va veure el 1978, qualificant-la de "pel·lícula estranya, divertida i esfereïdora." Variety la va anomenar "una pel·lícula malhumorada i llarga... que sembla que s'esvaeix i arriba al clímax almenys tres vegades abans del final." Charles Champlin de Los Angeles Times la va declarar "una obra estranya i original... si en el seu darrer terç és aclaparat pels seus propis simbolismes i és decebedor, té en la seva primera meitat alguns passatges d'un poder fantàstic i una credibilitat brutal." Penelope Gilliatt de The New Yorker va escriure, "Aquesta és una pel·lícula brillant i poètica sobre l'embragament d'un home en una existència difícil." Una ressenya menys entusiasta de Gary Arnold de The Washington Post la va anomenar una "paràbola obstinada i obstinadament desesperada" que "està esquitxada de petites crides de simpatia gauxesques." Richard Combs de The Monthly Film Bulletin també va ser una mica negatiu i va afirmar: "En un terreny tan ben trepitjat, sembla que Herzog té poc a dir que no sigui un derivat d'ell mateix o dels altres; només es pot esperar que trobi ràpidament el camí de tornada a regions més desconegudes."
Geoff Andrew de Time Out va dir: "Tot i que relativament indulgent per a Herzog, la comèdia de la pel·lícula funciona prou bé, perquè la imaginació idiosincràtica d'Herzog troba un contrapunt ideal a les desoladores planes de la pobre Amèrica blanca. La seva visió d'aquest país és la més desconcertada des de les pel·lícules de Monte Hellman. Malgrat tota la suposada lleugeresa, és el nucli de la desesperació de la pel·lícula el que al final ho devora tot."
El 2002, Roger Ebert del Chicago Sun-Times la va anomenar "una de les pel·lícules més estranyes mai fetes" quan la va incloure com una de les seves "Grans pel·lícules".

## En la cultura popular
- Una de les últimes coses que va fer Ian Curtis de la banda Joy Division, just abans de morir-se per suïcidi el 1980, va ser veure la pel·lícula, així com escoltar l’àlbum d'Iggy Pop The Idiot.[20] Les escenes finals de Stroszek apareixen a la pel·lícula de 2002 24 Hour Party People i la pel·lícula de 2007 Control, durant escenes que representen els moments finals de Curtis.
- Un clip d'àudio del diàleg de Stroszek s'utilitza al final de "Bilar" ja que condueix al començament de "Drugs" a l'àlbum de 2010 LP4 de Ratatat.[21]
- A la pel·lícula de Noah Baumbach The Meyerowitz Stories, es diu que el gos de Harold Meyerowitz i Maureen, Bruno, porta el nom del protagonista d'aquesta pel·lícula.